# Фёдоровка (Благовещенский район)
Фёдоровка (баш. Фёдоровка) — деревня в Благовещенском районе Республики Башкортостан Российской Федерации. Входит в состав Бедеево-Полянского сельсовета.

## География

### Географическое положение
Расстояние до:
- районного центра (Благовещенск): 39 км,
- центра сельсовета (Бедеева Поляна): 6 км,
- ближайшей ж/д станции (Загородная): 61 км.

## История
Фёдоровка была центром Покровского района с 1930 по 1938 годы.
Время появления этого населенного пункта у истоков речки Куянсак определить трудно. Первые достоверные данные относятся к моменту последней ревизии - то есть к 1858 году. Принадлежала тогда Федоровка помещице Надежде Федоровне Воронецкой, вдове действительного статского советника. Следовательно - в деревне (в сельце)  проживали крепостные крестьяне. 
После отмены крепостного права было образовано Федоровское сельское общество, деревня вошла в состав Надеждинский волости. Уставная грамота составлялась в 1863-1866 годах, управляющим имением в это время был Московский цеховой Петр Васильевич Северицын. 
В 1869 - 1871 гг. на средства прихожан была построена и освящена деревянная церковь во имя Пресвятой Троицы и Святой архистратига Михаила. Первым священником стал Александр Смирнов. 
В 1870 году в Федоровке насчитывалось 114 дворов и 654 человека. Среди крестьян было много Кисляковых, Ногиных, Храмовых, Херувимовых, Наумовых, Романовых. Также проживали Никитины, Леоновы, Евдокимовы, Вдовины, Казанцевы, Оверины, Орловы, Голубковы, Чуваловы, Поповы, Русаковы, Тарутины, Баширины, Солдаткины и другие. 
В 1879 году в селе открылась земская одноклассная школа. В 1880-е приход Свято-Троицкой церкви состоял из десяти населенных пунктов. Причт состоял из священника, дьякона и псаломщика. В 1895 году в селе насчитывалось 148 дворов и 952 человека, были отмечены хлебозапасный магазин, кузница, три торговые лавки, казенная винная лавка, чайная попечительства о народной трезвости, по понедельникам работал базар.  
В первый день  XX века, то есть 1 января 1901 года село стало административным центром вновь образованной Федоровской волости. В начале  XX века было выстроено новое здание церкви, кирпичное.
С началом советских времен и до 1958 года село Федоровка являлось административным центром одноименного сельсовета, а в 1937 - 1938 гг., - центром Покровского района БАССР. Во время коллективизации в Федоровке был организован колхоз имени Ворошилова, в 1957 году он был ликвидирован, а село вошло в состав большого совхоза  "Полянский". Церковь была закрыта в 1937 году, последним  священником был Алексей  Каравашкин. После войны здание храма разобрали на стройматериал. Несколько лет назад были закрыты школа и библиотека.

## Население
| 2002 | 2009 | 2010 |
| ---- | ---- | ---- |
| 243  | ↗288 | ↘260 |

Национальный состав
Согласно переписи 2002 года, преобладающая национальность — русские (75 %).
Численность населения села в советскую эпоху неуклонно снижалась: в 1939 году насчитывалось 970 человек, в 1959 - 504, в 1989  - 272. Перепись населения 2010 года зафиксировала в селе 260 человек.